# Ciutadans pel Desenvolupament Europeu de Bulgària
Ciutadans pel Desenvolupament Europeu de Bulgària (búlgar: Граждани за европейско развитие на България, Gràjdani za Evropeisko Razvítie na Balgària GERB) és un partit polític de Bulgària de centredreta fundat el 2006. Les inicials del seu nom, GERB, en búlgar volen dir escut. D'antuvi es va fundar com a organització no governamental sense ànim de lucre que lluitava per eliminar la corrupció i reforçar les llibertats democràtiques i la responsabilitat social, però després es va convertir en partit polític.

## Història
El partit va ser fundat el 3 de desembre de 2006 per iniciativa de Boiko Boríssov, l'alcalde de Sofia, sobre la base de l'organització no governamental creada a principis del mateix any amb el nom de "Ciutadans per al desenvolupament europeu de Bulgària" i l'abreviatura GERB. Davant la impossibilitat de Boríssov de compatibilitzar el liderat del partit i l'alcaldia, Tsvetan Tsvetanov fou l'escollit per fer-ho. A principis de gener i febrer de 2007 les enquestes electorals li atorgaven al voltant del 14% dels vots, darrere del Partit Socialista Búlgar, que li atorgaven el 25%. Les seves prioritats són la lluita contra la delinqüència i la corrupció, la preservació de la família com a pedra angular de la societat i aconseguir la independència energètica.
A les eleccions europees de 2007 a Bulgària fou el partit més votat amb 419.301 vots i el 21,69% dels vots que li van reportar cinc eurodiputats, que es van unir al Partit Popular Europeu, en el que fou admès el 7 de febrer de 2008. A les eleccions legislatives búlgares de 2009 va aconseguir una aclaparadora victòria amb un 39% dels vots i 116 escons de 240. Boiko Boríssov fou nomenat primer ministre de Bulgària i Yordanka Fandakova el succeí a l'alcaldia de Sofia, i el gener, Boríssov es va convertir en el líder del partit.
L'abril del 2010 el GERB va perdre el suport dels deu diputats de l'Ordre, Legalitat, Justícia (RZS), que s'oposava al procés de destitució endegat pel GERB, finalment sense èxit, contra el president Gueorgui Parvànov, els nacionalistes de la Unió Nacional Atac (Ataka) i la Coalició Blava,Al juny, Boríssov va superar una moció de censura, presentada per l'oposició, gràcies a l'abstenció de la Unió Nacional Atac i la Coalició Blava, i aquesta última acabarà igualment per marcar distàncies amb ell durant la segona meitat del mateix any. Després que el 10 de juliol del 2011 el diputat independent Dimitar Chukarski va fer saber que ell i quinze parlamentaris més sense partit estaven disposats a fundar una nova formació per donar suport al partit al poder, el president d'Ataka, Volen Siderov, anuncià que retirava el seu suport al govern, Rossen Plevneliev, candidat del GERB a les eleccions presidencials d'octubre del 2011 va guanyar les eleccions contra el seu principal oponent, el socialista Ivaylo Kalfin.
Després de l'esclat de l'onada de protestes populars el 12 de febrer 2013, pels alts costos de l'energia, el baix nivell de vida i la corrupció, Boríssov i el seu govern van renunciar el 20 de febrer. El GERB va tornar a guanyar les eleccions legislatives búlgares de 2013 però el Partit Socialista Búlgar de Plamen Oresharski va formar un govern de coalició amb el Moviment pels Drets i les Llibertats (DPS) amb la meitat dels escons al Parlament. El govern es va enfrontar a una sèrie de protestes que van començar el 14 de juny de 2013, en resposta a l'elecció de Delyan Peevski com a cap de l'agència de seguretat estatal búlgara i el 23 de juliol de 2014, el govern va presentar la seva dimissió. Després que cap partit volgués intentar formar un nou govern, el 6 d'agost es va establir un govern provisional liderat per Georgi Bliznashki i l'Assemblea Nacional es va dissoldre fixant eleccions per al 5 d'octubre.
El GERB va guanyar les eleccions parlamentàries de 2014 amb 84 dels 240 escons de l'Assemblea Nacional i Boríssov es va aliar amb el Bloc Reformista per formar un govern, amb el suport de l'Alternativa per al Renaixement Búlgar i el Front Patriòtic. Borisov va dimitir després de la derrota de Tsetska Tsacheva, la candidata del seu partit a les eleccions presidencials búlgares de 2016 contra Rumen Radev, candidat independent amb el suport del partit socialista. Boríssov va guanyar les eleccions legislatives búlgares de 2017 i va formar govern amb la coalició parlamentària dels Patriotes Units, amb el suport inicial del nouvingut Partit Volya de l'empresari Veselin Mareshki.
A les eleccions d'abril de 2021 els partits de la coalició de govern liderada per Boiko Boríssov van perdre escons i cap líder del partit va poder formar un govern de coalició dins del termini desencadenant les eleccions parlamentàries búlgares de juliol de 2021. En novembre de 2021 van coincidir les eleccions presidencials, en què Rumen Radev va revalidar la presidència amb el 66,7% dels vots a la segona volta contra Anastas Gerdzhikov, el candidat del GERB, i les eleccions legislatives, en les què Kiril Petkov de Continuem el Canvi va aconseguir formar govern fins que va perdre una moció de censura i es va convocar noves eleccions el 2 d'octubre del 2022, de les què tampoc va sortir govern, i es van convocar eleccions per abril de 2023,
El GERB va guanyar les eleccions de 2023 amb la coalició reformista de Continuem el Canvi i Bulgària Democràtica a poca distància, i els dos partits van decidir governar junts amb un primer ministre rotatiu que havia de canviar cada nou mesos, per intentar trencar el gran bloqueig polític per falta de majories i l'enfrontament entre tots els partits polítics la corrupció i diferències entre forces pro russes i pro occidentals sobre la guerra russo-ucraïnesa, però l'acord es va trencar quan Mariya Gabriel hauria d'haver ocupat el lloc de primera ministra pel GERB, i es van tornar a convocar eleccions per al 9 de juny de 2024 però la incapacitat dels partits per arribar a acords va causar que el president Rumen Radev convoqués noves eleccions per al 27 d'octubre, que va tornar a guanyar el GERB.
Després de mesos de negociacions, el 14 de gener de 2025 es va arribar a un preacord per a formar un nou executiu encapçalat per Rosen Zhelyazkov de GERB integrat pels conservadors del GERB, els socialdemòcrates de Coalició per Bulgària (BSP) i el populista Existeix un Poble (ITN), amb el suport d'Aliança pels Drets i les Llibertats (DPS) que no entraria a la coalició tripartida, que s'aprovà el 14 de gener.

## Resultats electorals
| Elecció  | Vots                      | %                         | Escons    | +/–  | Govern      |
| -------- | ------------------------- | ------------------------- | --------- | ---- | ----------- |
| 2009     | 1,678,583                 | 39.72 (#1)                | 116 / 240 | Nou  | Minoria     |
| 2013     | 1,081,605                 | 30.55 (#1)                | 97 / 240  | ▼ 19 | Oposició    |
| 2014     | 1,072,491                 | 32.67 (#1)                | 84 / 240  | ▼ 13 | Coalició    |
| 2017     | 1,147,283                 | 32.65 (#1)                | 95 / 240  | 11   | Coalició    |
| Abr 2021 | Dins la coalició GERB–SDS | Dins la coalició GERB–SDS | 73 / 240  | ▼ 22 | Anticipades |
| Jul 2021 | Dins la coalició GERB–SDS | Dins la coalició GERB–SDS | 60 / 240  | ▼ 13 | Anticipades |
| Nov 2021 | Dins la coalició GERB–SDS | Dins la coalició GERB–SDS | 57 / 240  | ▼ 3  | Oposició    |
| 2022     | Dins la coalició GERB–SDS | Dins la coalició GERB–SDS | 64 / 240  | 7    | Anticipades |
| 2023     | Dins la coalició GERB–SDS | Dins la coalició GERB–SDS | 67 / 240  | 3    | Coalició    |
| Jun 2024 | Dins la coalició GERB–SDS | Dins la coalició GERB–SDS | 64 / 240  | ▼3   | Anticipades |
| Oct 2024 | Dins la coalició GERB–SDS | Dins la coalició GERB–SDS | 68 / 240  | ▲4   | Coalició    |

### Presidencials
| Any  | Candidat           | 1a volta  | 1a volta | 1a volta | 2a volta  | 2a volta | 2a volta |
| Any  | Candidat           | Vots      | %        | Pos.     | Vots      | %        | Resultat |
| ---- | ------------------ | --------- | -------- | -------- | --------- | -------- | -------- |
| 2011 | Rosen Plevneliev   | 1,349,380 | 40.1     | 1r       | 1,698,136 | 52.6     | Victòria |
| 2016 | Tsetska Tsacheva   | 840,635   | 22.0     | 2n       | 1,256,485 | 36.2     | Derrota  |
| 2021 | Anastas Gerdzhikov | 610,862   | 22.8     | 2n       | 733,791   | 31.8     | Derrota  |

### Parlament Europeu
| Any  | Candidat          | Vots                      | %                         | +/–                       | Escons | +/– | Grup   |
| ---- | ----------------- | ------------------------- | ------------------------- | ------------------------- | ------ | --- | ------ |
| 2007 | Dushana Zdravkova | 420.001                   | 21,68 (#1)                | N/D                       | 5 / 18 | N/D | EPP-ED |
| 2009 | Rumiana Jeleva    | 627.693                   | 24,36 (#1)                | ▲ 2.68                    | 5 / 18 | =   | EPP    |
| 2014 | Tomislav Donchev  | 680.838                   | 30,40 (#1)                | ▲ 6.04                    | 6 / 17 | ▲ 1 | EPP    |
| 2019 | Mariya Gabriel    | Dins la coalició GERB–SDS | Dins la coalició GERB–SDS | Dins la coalició GERB–SDS | 6 / 17 | =   | EPP    |
| 2024 | Rosen Zhelyazkov  | Dins la coalició GERB–SDS | Dins la coalició GERB–SDS | Dins la coalició GERB–SDS | 5 / 17 | ▼1  | EPP    |